# Nosferatu (diskjockey)
Nosferatu (Den Haag, 16 september 1973) is de artiestennaam van de Nederlandse diskjockey en producer Erwin van Kan. Nosferatu produceert vooral hardcore house.

## Biografie
Rond 1993 begon Van Kan met het produceren van zijn eerste muziek. Hierbij maakte Van Kan gebruik van een cassetterecorder en een geïmproviseerde draaitafel. Zijn eerste producties bestonden uit zogenoemde "knip en plak"-mixen. Na een paar jaar bouwde Van Kan zijn eigen studio. Van Kan kocht zijn uitrusting, zoals een sampler, en produceerde enkele tracks die niet officieel werden uitgebracht maar enkel door vrienden werden beluisterd.
Van Kan begon in deze periode ook in een coffeeshop te werken. In deze periode produceerde Van Kan een demotape die hij via een vriend, die de juiste connecties had, naar een platenmaatschappij bracht. Hier werd zijn eerste werk uitgebracht genaamd All that she wants bij de maatschappij Bünkor Beats-records.
In deze tijd werd Van Kan geboekt als dj op diverse kleine feesten, waaronder undergroundfeesten. Zo draaide Van Kan op de grote 'squat'-party in het centrum van Den Haag. DJ Mystic (Nosferatu's eerste pseudoniem) draaide meer dan 7 uur lang non-stop die betreffende nacht.
Na enkele jaren als dj, en daarna producer, te hebben gewerkt kocht Van Kan een nieuwe uitrusting waarmee hij een nieuwe demo maakte. Toen de bekende DJ Ruffneck (Patrick van Kerckhoven) op een feest optrad gaf Van Kan een demo aan hem. Vanaf dit punt begon Van Kan zijn carrière pas echt. Hij kreeg een afspraak met Van Kerckhoven en Andrea v.d. Rhee van Cardiac Music bv. en ging deel uitmaken van de platenmaatschappij 'Inspiration vibes' en 'Dangerous Battle'.
Daarna zat Van Kan bij het label Enzyme Records. Hij is sinds begin 2015 bij het grotere Neophyte Records.

## Pseudoniemen
- Nosferatu
- Myztic
- Endorphin
- High Voltage (Raw Hardstyle)